# Storm Management
Storm Management — британское модельное агентство, основанное в районе Челси, Лондон.

## Компания
Агентство было основано в 1987 году Сарой Дукас в Лондоне.
В 2009 году Дукас продала контрольный пакет акций компании «19 Entertainment». В настоящее время она и её брат, Саймон Чемберс продолжают управлять агентством. Актриса, Эмма Чэмберс являлась их сестрой.

## Storm Models
- Алекса Чанг[3]
- Анита Палленберг[3]
- Бехати Принслу[4]
- Карла Бруни[3]
- Клоэ Ллойд
- Синди Кроуфорд[3]
- Эмма Уотсон[3]
- Сунь Фэйфэй[3]
- Холли Уиллоби[3]
- Хиро Файнс-Тиффин[3]
- Джои Парас
- Лю Вэнь[3]
- Амелия Виндзор[5]
- Китти Спенсер[6]